# HD 71488
HD 71488，又名CD-38 4462，SAO 199224、HR 3328，是一颗恒星，视星等为7.25，位于銀經257.62，銀緯-0.54，其B1900.0坐标为赤經8h 22m 38s，赤緯-38° -0.54′ 56″。